# New Brighton (Afrique du Sud)
Pour les articles homonymes, voir New Brighton.
New Brighton est un township d'Afrique du Sud située à Ibhayi dans la banlieue de Port Elizabeth, dans la province du Cap-Oriental. En 1902, ce fut le premier quartier résidentiel destiné à l'hébergement exclusive des populations noires dans la banlieue de Port Elizabeth.

## Historique
Durant la seconde guerre des Boers, les autorités militaires britanniques importèrent un grand nombre de chevaux d'Argentine. Leur fourrage était cependant infesté de vermine, porteuse de la peste bubonique qui sévit entre 1901 et 1903 dans la plupart des grandes villes d'Afrique du Sud.
En 1901, cette épidémie de peste bubonique atteint Port Elizabeth et affecte notamment le township de Gubb's Location. À la suite des recommandations des responsables de la santé publique, le township de New Brighton fut établi en 1902, dans le cadre de la législation de la colonie du Cap, à la périphérie de Port Elizabeth, à environ 8 km au nord du centre-ville, près d'une gare ferroviaire construite en 1877. 
La création de New Brighton fut facilitée par l'achat par le gouvernement colonial des fermes connues sous le nom de Cradock Place. et Deal Party. Le choix du site, en dehors des limites de la ville, fut déterminé sur des conditions de santé et le fait qu'il permettait une ségrégation résidentielle optimale avec les banlieues blanches de la région où pourtant de nombreux habitants de New Brighton étaient employés. 
Le township de New Brighton fut plus précisément établi pour héberger d'une part les familles qui avaient été expulsées, notamment pour des raisons liés à l'épidémie de peste, de Gubbs Location, de Stranger's Location, de Bubba’s location, de The Reservoir Location, de Russell Road et Coopers Kloof mais aussi pour héberger les travailleurs noirs qui n'étaient pas logés par leurs employeurs ou qui n'avaient pas les moyens d'acheter une propriété en banlieue. En conséquence, la plupart des autres banlieues noires de Port Elizabeth furent démolies et des restrictions imposées sur les déplacements interurbains. 
La municipalité ne prévoit initialement de ne reloger qu'environ 1 500 personnes à New Brighton mais dès 1911, la population de New Brighton compte 3 650 personnes, presque toutes noires, mais aussi une cinquantaine de Blancs et presque 200 coloureds. 
Comprenant plusieurs quartiers (Red Location, White Location, McNamee, Boastville, Elundini et KwaFord) et se développant autour de la gare construite en 1877, les habitations étaient constituées de logements familiaux à une ou deux chambres mais aussi de dortoirs pour les « hommes célibataires ». 
New Brighton est aujourd'hui intégré avec d'autres quartiers formels ou informels au sein d'Ibhayi, le plus grand township de Port Elizabeth, administré par la municipalité de Nelson Mandela Bay.

## Personnalités locales
- John Kani
- Zolani Mahola
- Winston Ntshona
- George Pemba
- Solly Tyibilika